# Naked mind
《naked mind》是日本女性創作歌手奧井雅美的個人總計第8張單曲。1996年12月5日由STARCHILD（King Records旗下公司）發行。

## 解說
同名標題曲「naked mind」是動畫《秀逗魔導士》衍生、由文化放送節目「有希與美冬的秀逗魔導士Pachi^2之夜」播出的廣播劇「秀逗魔導士N·EX.」選用的片頭主題曲。至於B面歌曲「虹」同樣也被選為同名廣播劇的片尾主題曲使用。
該單曲是除了奧井她現在的部分樂曲作品以外、到2001年發行的個人總計第26張《Shuffle》以前，由奧井作詞兼合音，作曲&編曲由長年與奧井合作的矢吹俊郎負責的單曲。
該單曲後來有收錄在奧井她的專輯《Ma-KING》中，並與B面歌都經過dynamix的混音方式一起收錄。

## 收錄歌曲
所有歌曲由奧井雅美作詞，矢吹俊郎編曲
1. naked mind [4:13]
  - 作曲：矢吹俊郎
  - 文化放送廣播劇《秀逗魔導士N·EX.》片頭主題曲
2. 虹 [4:33]
  - 作曲：奧井雅美
  - 文化放送廣播劇《秀逗魔導士N·EX.》片尾主題曲
3. naked mind（off vocal version）
4. 虹（off vocal version）